# Árabe tunisino
O Árabe Tunisino, ou Tunisino, é um conjunto de dialetos do árabe magrebino falado na Tunísia. E chamado por seus 18 milhões de falantes como  Tounsi  (escutarⓘ), "Tunisian", ou como Derja, "dialeto coloquial" para distinguir de Árabe Padrão, língua oficial da Tunísia.

## Fonologia

### Consoantes
|                 |                            |                 | Labial   | Labial  | Dental/Alveolar | Dental/Alveolar | Palatal  | Velar | Uvular | Faringeal | Glotal |
| Plana           | Enfática (típica semítica) | Plana           | Enfática |         |                 |                 | Palatal  | Velar | Uvular | Faringeal | Glotal |
| --------------- | -------------------------- | --------------- | -------- | ------- | --------------- | --------------- | -------- | ----- | ------ | --------- | ------ |
| Nasal oclusival | Nasal oclusival            | Nasal oclusival | m        | (mˤ)1 ṃ | n               | (nˤ)1 ṇ         |          |       |        |           |        |
| Plosiva         | Plosiva                    | Surda           | (p)2 p   |         | t               | tˤ ṭ            |          | k     | q      |           | (ʔ)4 ' |
| Plosiva         | Plosiva                    | Sonora          | b        | (bˤ)1 ḅ | d               |                 |          | ɡ g   |        |           |        |
| Africada        | Africada                   | Surda           |          |         |                 |                 | (t͡ʃ)3 tš |       |        |           |        |
| Africada        | Africada                   | Sonora          |          |         | (d͡z)3 dz        |                 |          |       |        |           |        |
| Fricativa       | Sibilante                  | Surda           |          |         | s               | sˤ ṣ            | ʃ š      |       |        |           |        |
| Fricativa       | Sibilante                  | Sunora          |          |         | z               | (zˤ)1 ẓ         | ʒ j      |       |        |           |        |
| Fricativa       | não-sibilante              | Surda           | f        |         | θ ŧ             |                 |          |       | χ x    | ħ ḥ       | h      |
| Fricativa       | não-sibilante              | Sonora          | (v)2 v   |         | ð đ             | ðˤ ḑ            |          |       | ʁ ġ    | ʕ ɛ       |        |
| Aproximante     | Aproximante                | Aproximante     | w        |         | l               | lˤ ḷ            | j y      |       |        |           |        |
| Vibrante        | Vibrante                   | Vibrante        |          |         | r               | rˤ ṛ            |          |       |        |           |        |

### Vogais
|               |               | Anterior     | Anterior | Anterior | Posterior | Posterior |
| Não arredonda | Não arredonda | [Arredondada |          |          | Posterior | Posterior |
| curta         | longa         | longa        | curta    | longa    |           |           |
| ------------- | ------------- | ------------ | -------- | -------- | --------- | --------- |
| Fechada       | Fechada       | ɪ i          | iː ī     | (yː) ü   | u         | uː ū      |
| Meio aberta   | oral          |              | ɛː ā     | (œː) ë   | (ʊː) ʊ    | (oː) o    |
| Meio aberta   | Nasal         | (ɛ̃) iñ       |          |          | (ɔ̃) uñ    |           |
| Aberta        | Nasal         |              |          |          | (ɑ̃) añ    |           |
| Aberta        | oral          | æ a          |          |          | ɐ a       | ɐː ā      |

## Escrita
O Árabe tunisino pode ser escrito de duas maneiras:
- uma forma do alfabeto latino, o alfabeto Elyssa (Il-Ħrùf) que foi criado por Ramzi Hachani  com base na escrita da língua maltesa mais três letras adicionais com diacríticos e o apóstrofo num total de 30 símbolos.
- uma forma da escrita árabe com 31 símbolos para consoantes e 8 para sons vogais.

## Amostra de textos
Textos também em Francês
Ṡàħib il-lsènìn magħdùd b’cnìn - L’homme qui parle deux langues compte pour deux hommes
Kucrat il-klèm tŧayyaħ il-ħurme w kucrat iđ-đweeq tnaqqiṡ il-burme - L’abondance du langage diminue la considération, de même que la fréquence de la dégustation diminue (le contenue de) la marmite
Ewwel hbèl illi yagħŧi bint għammu l’ir-rjèl ; cèni hbèl illi yaŧlaà l’is-sùq blèċ mèl ; cèlic hbèl illi ygħànid iṡ-ṡyùde fi rùs ij-jbèl ; ràbigħ hbèl illi ygħàrik w me għle ktèfu rjèl - Première folie : laisser épouser sa cousine germaine par des étrangers ; – Deuxième folie : aller au marché sans avoir de l’argent sur soi ; – Troisième folie : attaquer les lions sur la cime des montagnes ; – Quatrième folie : entamer une lutte sans avoir des soutiens

Outro:
In-nès il-kull muludìn ħurrìn w mitsèwìn fi’l-karàme w’il-ħuqùq. Tagħŧàw għqal w żamìr w lèzim ygħàmlu bgħażhum kìf l-axwa.- (il-bend l-uwwil mtagħ l-igħlèn il-għàlemi mtagħ ħuqùq l-insèn)
Português
Todos os seres humanos nascem livres e iguais em dignidade e direitos. São dotados de razão e consciência e devem agir uns em relação aos outras num espírito de fraternidade. (Artigo 1º da Declaração Universal dos Direitos Humanos')